# Kick in the Eye (Searching for Satori E.P.)
Kick in the Eye (Searching for Satori E.P.) è il primo EP del gruppo musicale britannico Bauhaus pubblicato nel febbraio 1982.

## Il disco
L'EP raggiunse la 45ª posizione della classifica britannica.

## Tracce
12"
1. Kick in the Eye (Searching for Satori) – 3:31
2. In Fear of Dub – 2:52
3. Harry – 2:43
4. Earwax – 3:14

Durata totale: 12:20
7"
1. Kick in the Eye (Searching for Satori) – 3:29
2. Harry – 2:39
3. Earwax – 3:13

Durata totale: 9:21